# Кодрат Афінський
Кодрат (грец. Άγιος Κοδράτος) — один з апостолів від сімдесяти. Народився ймовірно в другій половині I століття. Став єпископом в Афінах після загиблого мученицькою смертю Публія. Проте Дмитро Ростовський називає його єпископом Магнезії.
У 126 році він представив імператору Адріану, коли той перебував у Малій Азії, твір на захист християн — «Апологію». Його праця мала успіх — імператор видав указ не засуджувати нікого без доказів. Церковний історик Євсевій Кесарійський у своїй «Церковній історії» наводить єдиний збережений фрагмент з Апології Кодрата:
| Справи нашого Спасителя завжди були очевидні, бо були щирими: людей, яких Він зцілив, яких воскресив з мертвих, бачили не тільки в хвилину їх зцілення або воскресіння — вони весь час були на очах не тільки коли Спаситель перебував на землі, а й жили досить довго і після Його Воскресіння, а деякі дожили і до наших часів. |
Також його твором визнається послання до Діогнета, що збереглося до наших днів.
Бувши апостолом Христовим, він був свідком хресної смерті Господа і потім натхненно проповідував християнство в Греції, за що був побитий камінням, але вижив. Потім його посадили в тюрму.
Кодрат помер, уморений голодом в темниці, не раніше 130 року. Апостола Кодрата визнають першим з грецьких християнських апологетів.
Пам'ять святого апостола Кодрата — 21 вересня , а також 4 січня у день Собору Апостолів від сімдесяти.